# Nocturno en si mayor (Dvořák)
El Nocturno en si mayor, Op. 40 (B. 47), es una composición de un solo movimiento para orquesta de cuerda de Antonín Dvořák, publicada en 1883.

## Historia
La obra se originó como el movimiento lento, Andante religioso, del primer cuarteto de cuerda de Dvořák, n.º 4 en mi menor, de 1870, inédito durante su vida. El movimiento fue adaptado e incluido en su Quinteto de cuerda n.º 2 en sol, de 1875: fue uno de los dos movimientos lentos, y luego retiró este movimiento del quinteto.
Lo desarrolló en este nocturno; el trabajo fue publicado en 1883 por Simrock. Además de la versión para orquesta de cuerdas (B. 47), realizó versiones para violín y piano (B. 48a) y piano a cuatro manos (B. 48b).

## Estructura
La obra está en la tonalidad de si mayor, y su duración es de unos 9 minutos. Presenta un ambiente tranquilo. Después de una simple introducción en octavas, hay una sección larga, con una melodía sinuosa sobre una nota pedal de fa ♯ que da una sensación de anticipación; eventualmente esto da paso a una sección más animada. Finalmente hay un retorno, sin sensación de anticipación, a la textura original.